# Nuit
Za pjesmu Christine and the Queens, pogledajte „Nuit 17 à 52”.
Nuit (Nu, Nut, Nuith) božica je u Thelemi, religiji koju je osnovao engleski okultist Aleister Crowley, a spomenuta je u Knjizi zakona, napisanoj 1904. godine.
Božica Nuit važno je božanstvo u Thelemi, a njezin je lik utemeljen na staroegipatskoj božici Nut, koja je Egipćanima bila personifikacija neba i majka zvijezda, zbog čega je Nuit „Kraljica beskonačnog prostora”, „Zvjezdana gospa” i „Gospa zvjezdanog neba”. Nuit je družica Hadita, koji predstavlja jezgru svake stvari. Prvo poglavlje Knjige zakona predstavlja Nuit kao božicu koja obznanjuje tajno znanje, uključujući rečenicu često smatranu biti učenja Theleme:
Crowleyjeva knjiga Ravnodnevnica bogova također spominje Nuit; Crowley je napisao da apostol Ivan kaže: „Bog je ljubav”, dok Nuit kliče „Volim te”, poput ljubavnice.

## Mitologija
U mitologiji drevnog Egipta, Nut je bila božica neba, smatrana kćerju Šua i njegove sestre Tefnut. Nut se udala za svog brata Geba, kojem je rodila Ozirisa, Izidu, Seta i Neftidu.